# Château d'Ōtaki (Fukui)
Le château d'Ōtaki (Fukui) (大滝城, Ōtaki-jō) est un château japonais de plaine situé à Echizen, préfecture de Fukui. L'emplacement du château est à présent occupé par le sanctuaire d'Ōtaki, dédié à Kawakami Gozen, la déesse japonaise des washi.